# Muscle Beach Party
Série
Beach Party
(1963)
Pour plus de détails, voir Fiche technique et Distribution.
Muscle Beach Party est un film américain réalisé par William Asher, sorti en 1964. Il s'agit de la suite de Beach Party.

## Fiche technique
- Titre : Muscle Beach Party
- Réalisation : William Asher
- Scénario : William Asher et Robert Dillon
- Photographie : Harold E. Wellman
- Montage : Fred R. Feitshans Jr. (en) et Eve Newman (en)
- Musique : Les Baxter
- Pays d'origine : États-Unis
- Format : 2,35:1 - Mono
- Genre : comédie
- Date de sortie : 1964

## Distribution
- Frankie Avalon : Frankie
- Annette Funicello : Dee Dee
- Luciana Paluzzi : Julie
- John Ashley : Johnny
- Don Rickles : Jack Fanny
- Peter Turgeon (en) : Theodore
- Jody McCrea (en) : Deadhead
- Dick Dale : Lui-même
- Peter Lorre : Mr Strangdour
- Candy Johnson (en) : Candy
- Peter Lupus : le martien Flex
- Valora Noland (en) : Animal
- Delores Wells (en) : Sniffles
- Donna Loren (en) : Donna
- Morey Amsterdam : Cappy
- Stevie Wonder : Lui-même
- Buddy Hackett : S.Z. Matts
- Larry Scott : Riff
- Dan Haggerty : Biff
- Gary Usher : garçon de plage
- Michael Nader : Surfer
- Mary Hughes : Surfeuse